# Todd Terry

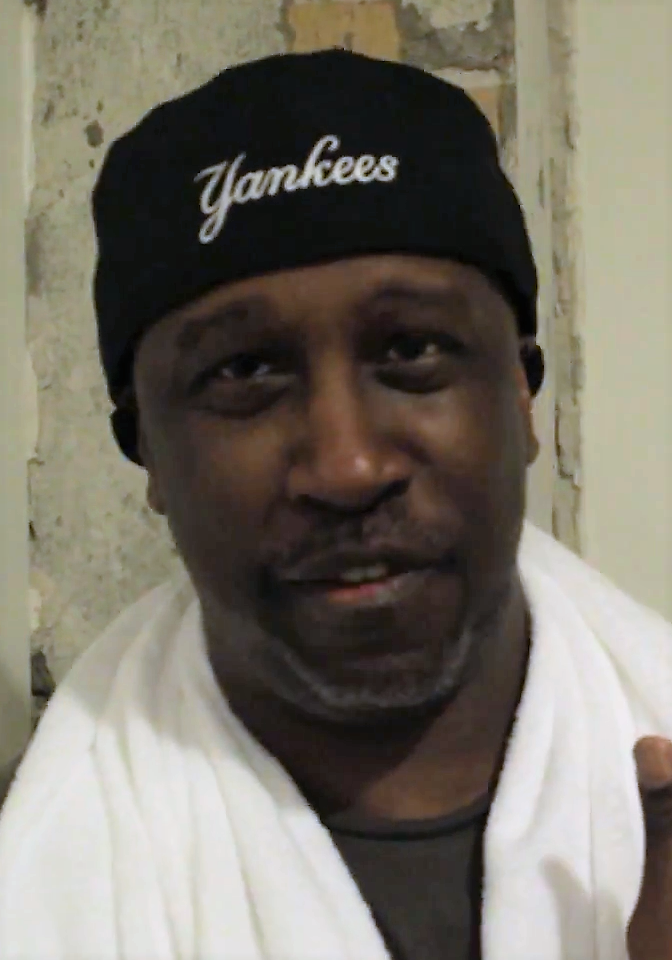
Todd Terry, 2013

Todd Terry (* 18. April 1967) ist ein New Yorker DJ, Produzent und Remixer im Bereich Dance und House. Er wurde vor allem Mitte der 1990er Jahre in Großbritannien erfolgreich.

## Leben und Wirken
Er ist unter zahlreichen Pseudonymen bekannt, wie zum Beispiel Swan Lake, Orange Lemon, Royal House, Amy Studt, Black Riot, CLS, Dredd Stock, House of Gypsies, Limelife, Hard House, Tyme Forse und Gypsymen.
Todd Terry ist vor allem als Remixer bekannt. Er fertigte bereits Remixe für Künstler wie SNAP!, Annie Lennox, George Michael und Björk an. Auch bekannt ist Terrys Remix des Songs Missing von Everything but the Girl. Der Remix von Givin’ You All That I’ve Got von Robin S. wurde für den Space-Jam-Soundtrack verwendet. Seine Tracks Something Goin On (erhielt eine Silberne Schallplatte im Vereinigten Königreich) und Keep on Jumpin’ waren beide in den britischen Charts vertreten. Auf dem Track Keep on Jumpin’ waren die Stimmen der beiden Sängerinnen Martha Wash und Jocelyn Brown zu hören, die zum ersten Mal gemeinsam sangen.
Terry war auch an einem Musikprojekt mit Barbra Streisand und Gloria Gaynor beteiligt, aus dem der Song No More Tears (Enough Is Enough) hervorging. 2001 gründete Terry die beiden Plattenlabels In House und Sound Design. Neben Todds eigenen Produktionen erscheinen auf Sound Design Künstler wie die Jungle Brothers, David Anthony, Wendy Phillips, Just Us und Ronnie Ventura. Im gleichen Jahr entstand der Track Babarabatiri. Dieser wurde von der „Miami Winter Music Conference“ gelobt und als Ibiza-Hymne 2001 angesehen. 2004 wurde sein Track Weekend für das Videospiel Grand Theft Auto: San Andreas verwendet, der auf dem Radiosender SF-UR zu hören ist.

## Diskografie

### Alben
| Jahr           | Titel                | Höchstplatzierung, Gesamtwochen, AuszeichnungChartsChartplatzierungen (Jahr, Titel, Platzierungen, Wochen, Auszeichnungen, Anmerkungen) | Anmerkungen |
| Jahr           | Titel                | UK | Anmerkungen |
| -------------- | -------------------- | --- | ----------- |
| als Todd Terry |                      | |             |
|                |                      | |             |
| 1995           | A Day in the Life of | UK73 (1 Wo.)UK |             |
| 1997           | Ready for a New Day  | UK84 (1 Wo.)UK |             |

### Singles
| Jahr                       | Titel Album                                        | Höchstplatzierung, Gesamtwochen, AuszeichnungChartplatzierungen (Jahr, Titel, Album, Platzierungen, Wochen, Auszeichnungen, Anmerkungen) | Höchstplatzierung, Gesamtwochen, AuszeichnungChartplatzierungen (Jahr, Titel, Album, Platzierungen, Wochen, Auszeichnungen, Anmerkungen) | Höchstplatzierung, Gesamtwochen, AuszeichnungChartplatzierungen (Jahr, Titel, Album, Platzierungen, Wochen, Auszeichnungen, Anmerkungen) | Höchstplatzierung, Gesamtwochen, AuszeichnungChartplatzierungen (Jahr, Titel, Album, Platzierungen, Wochen, Auszeichnungen, Anmerkungen) | Anmerkungen                         |
| Jahr                       | Titel Album                                        | DE | AT | CH | UK | Anmerkungen                         |
| -------------------------- | -------------------------------------------------- | --- | --- | --- | --- | ----------------------------------- |
| als Royal House            |                                                    | | | | |                                     |
|                            |                                                    | | | | |                                     |
| 1988                       | Party People Can You Party                         | — | — | — | UK81 (2 Wo.)UK |                                     |
| 1988                       | Can You Party                                      | — | — | CH11 (6 Wo.)CH | UK14 (18 Wo.)UK |                                     |
| 1989                       | Yeah Buddy Can You Party                           | — | — | — | UK35 (4 Wo.)UK |                                     |
| 1989                       | A Better Way Can You Party                         | — | — | — | UK86 (2 Wo.)UK | feat. Ian Star                      |
| 1989                       | Get Funky                                          | — | — | — | UK94 (1 Wo.)UK |                                     |
| als The Todd Terry Project |                                                    | | | | |                                     |
|                            |                                                    | | | | |                                     |
| 1988                       | Bango (To the Batmobile) To the Batmobile Let’s Go | — | — | — | UK83 (3 Wo.)UK |                                     |
| 1988                       | Weekend To the Batmobile Let’s Go                  | — | — | — | UK56 (3 Wo.)UK |                                     |
| als Hardhouse              |                                                    | | | | |                                     |
|                            |                                                    | | | | |                                     |
| 1989                       | Check This Out                                     | — | — | — | UK96 (1 Wo.)UK |                                     |
| als Todd Terry             |                                                    | | | | |                                     |
|                            |                                                    | | | | |                                     |
| 1995                       | Weekend ’95                                        | — | — | — | UK28 (3 Wo.)UK |                                     |
| 1995                       | Sound Design (Back From the Dead)                  | — | — | — | UK85 (1 Wo.)UK |                                     |
| 1996                       | Just Make that Move A Day in the Life              | — | — | — | UK85 (1 Wo.)UK |                                     |
| 1996                       | Keep on Jumpin’ Ready for a New Day                | — | AT38 (1 Wo.)AT | — | UK8 (6 Wo.)UK | feat. Martha Wash und Jocelyn Brown |
| 1997                       | Something Goin’ On Ready for a New Day             | DE93 (5 Wo.)DE | — | — | UK5 Silber · (26 Wo.)UK | feat. Martha Wash und Jocelyn Brown |
| 1997                       | It’s Over Love Ready for a New Day                 | — | — | — | UK16 (10 Wo.)UK | feat. Shannon                       |
| 1998                       | Ready for a New Day                                | — | — | — | UK20 (3 Wo.)UK | feat. Martha Wash                   |
| 1999                       | Let It Ride Resolutions                            | — | — | — | UK58 (2 Wo.)UK |                                     |
| als CLS                    |                                                    | | | | |                                     |
|                            |                                                    | | | | |                                     |
| 1999                       | Can You Feel It ’98                                | — | — | — | UK46 (2 Wo.)UK |                                     |

### Remixe
| Jahr           | Titel Album                                                    | Höchstplatzierung, Gesamtwochen, AuszeichnungChartplatzierungen (Jahr, Titel, Album, Platzierungen, Wochen, Auszeichnungen, Anmerkungen) | Höchstplatzierung, Gesamtwochen, AuszeichnungChartplatzierungen (Jahr, Titel, Album, Platzierungen, Wochen, Auszeichnungen, Anmerkungen) | Höchstplatzierung, Gesamtwochen, AuszeichnungChartplatzierungen (Jahr, Titel, Album, Platzierungen, Wochen, Auszeichnungen, Anmerkungen) | Höchstplatzierung, Gesamtwochen, AuszeichnungChartplatzierungen (Jahr, Titel, Album, Platzierungen, Wochen, Auszeichnungen, Anmerkungen) | Höchstplatzierung, Gesamtwochen, AuszeichnungChartplatzierungen (Jahr, Titel, Album, Platzierungen, Wochen, Auszeichnungen, Anmerkungen) | Anmerkungen                 |
| Jahr           | Titel Album                                                    | DE | AT | CH | UK | US | Anmerkungen                 |
| -------------- | -------------------------------------------------------------- | --- | --- | --- | --- | --- | --------------------------- |
| als Todd Terry |                                                                | | | | | |                             |
|                |                                                                | | | | | |                             |
| 1995           | Missing (Todd Terry Club Mix)                                  | DE1 Gold · (28 Wo.)DE | AT6 (12 Wo.)AT | CH2 (17 Wo.)CH | UK3 Platin · (32 Wo.)UK | US2 Gold · (55 Wo.)US | mit Everything but the Girl |
| 1996           | Driving (Todd Terry Remix) The Best of Everything but the Girl | — | — | — | UK36 (2 Wo.)UK | — | mit Everything but the Girl |

Weitere Remixe
- Björk – Hyperballad
- The Cardigans – Love Fool
- Everything but the Girl – Wrong
- 10,000 Maniacs – More than This
- Garbage – Stupid Girl
- Yes – Owner of a Lonely Heart
- Meredith Brooks – Bitch
- The Rolling Stones – Saint of Me
- Duran Duran – Electric Barbarella
- Martha Wash – Runaround
- Ultra Naté – Joy
- Playgroup feat. kc Flightt – Front 2 Back
- Yazoo – Don’t Go
- Anita Doth – Universe
- Anita Doth – I’ve Given You Everything
- Lana Del Rey – National Anthem
- Wes – Alane
- Michael Jackson - Stranger in Moscow - Tee's In-House Club Mix